# Reactor BN-350
El Reactor BN-350, también conocido como Central nuclear de Aktau (en ruso: БН-350),  era un reactor de refrigerado rápido por sodio ubicado en la central nuclear de Aktau. La planta se localizaba en la ciudad de Aktau (antes conocida como Shevchenko entre 1964 y 1992), en Kazajistán, en la costa del mar Caspio. La construcción del reactor rápido BN-350 comenzó en 1964, y la planta produjo por primera vez electricidad en 1973. Además de proporcionar energía para la ciudad (150 MWe), El BN-350 también fue utilizado para la producción de plutonio y para la desalinización para suministrar agua fresca (120 000 m³ de agua dulce al día) a la ciudad de Schevchenko. La vida útil del proyecto del reactor terminó oficialmente en 1993, y en junio de 1994, el reactor se vio obligado a cerrar debido a la falta de fondos para comprar combustible. En 1995, la licencia de operación de la planta había expirado.

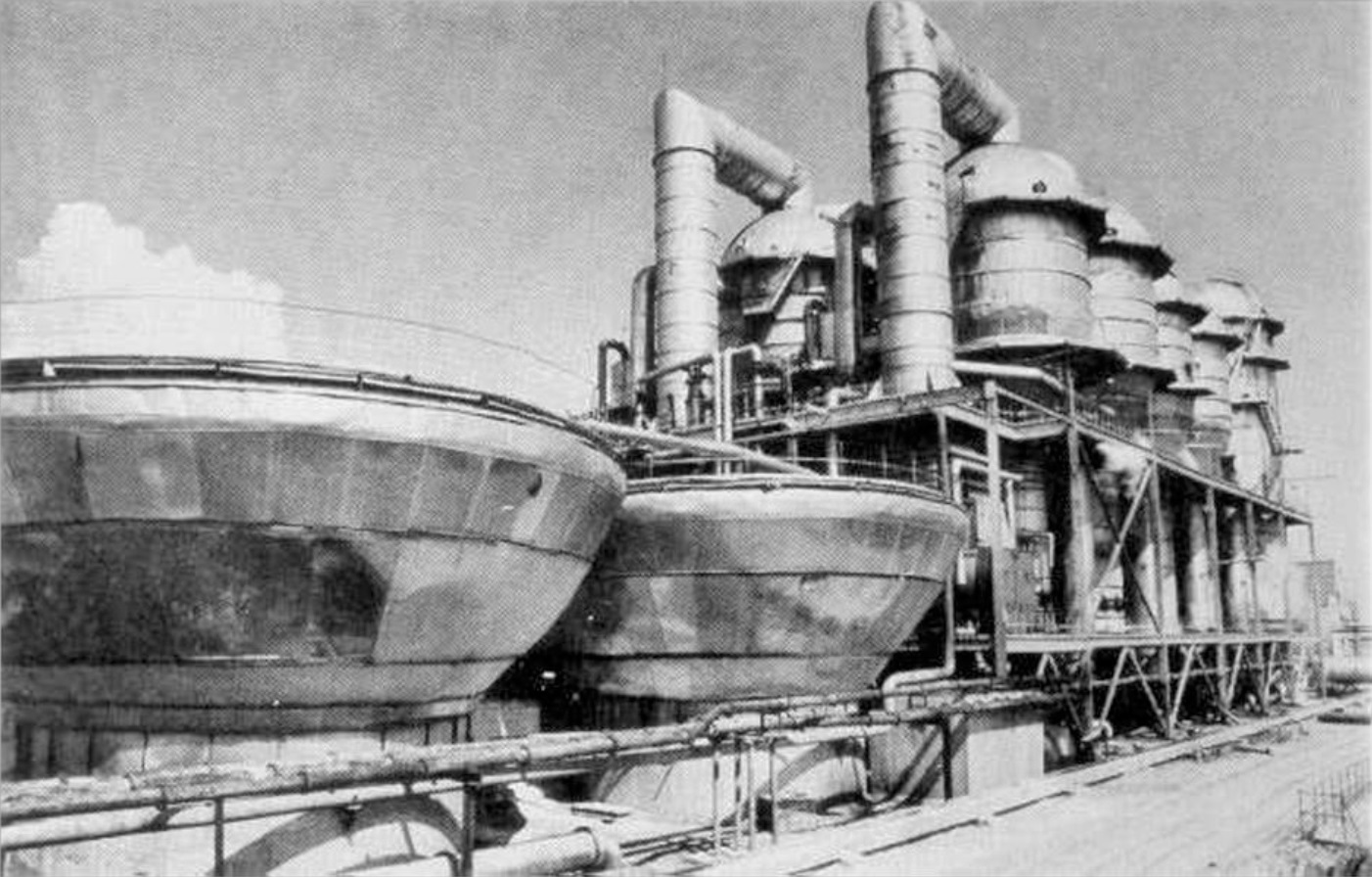
Unidad de desalinización del Shevchenko BN-350. Vista de la única unidad de desalinización calentada nuclearmente en el mundo.